# Cup Winners' Cup 1979-80 (mænd)
Cup Winners' Cup 1979-80 for mænd var den femte udgave af Cup Winners' Cup. Turneringen blev vundet af CB Calpisa Alicante fra Spanien, som i finalen besejrede de forsvarende mestre VfL Gummersbach fra Vesttyskland med 36-33 over to kampe. Det var første gang, at det spanske hold vandt turneringen.

## Resultater

### 1/16-finaler
| Dato    | Dato    | Hjemmehold i 1. kamp | Hjemmehold i 2. kamp | Resultat | Resultat | Resultat |
| 1. kamp | 2. kamp | Hjemmehold i 1. kamp | Hjemmehold i 2. kamp | Samlet   | 1. kamp  | 2. kamp  |
| ------- | ------- | -------------------- | -------------------- | -------- | -------- | -------- |
| -       | -       | Volani Rovereto      | Trakia Plovdiv       | w.o.     | -        | -        |
| ?       | 19.10.  | HB Dudelange         | Blauw-Wit Beek       | 34–47    | 17-25    | 17-22    |
| 14.10.  | 21.10.  | SK Avanti Lebbeke    | BSV Bern             | 37–48    | 24-24    | 13-24    |
| 19.10.  | 20.10.  | FC Porto             | Maccabi Ramat Gan    | 50–42    | 26-23    | 24-19    |
| ?       | ?       | Tatabányai Bányász   | VfL Gummersbach      | 30–38    | 16-19    | 14-19    |
| ?       | ?       | Sparta IF            | Fjellhammer IL       | 35–43    | 18-18    | 17-25    |

### 1/8-finaler
| Dato    | Dato    | Hjemmehold i 1. kamp | Hjemmehold i 2. kamp | Resultat | Resultat | Resultat |
| 1. kamp | 2. kamp | Hjemmehold i 1. kamp | Hjemmehold i 2. kamp | Samlet   | 1. kamp  | 2. kamp  |
| ------- | ------- | -------------------- | -------------------- | -------- | -------- | -------- |
| 8.12.   | 19.12.  | UHK Krems            | CB Calpisa Alicante  | 32–53    | 17-25    | 15-28    |
| ?       | 10.12.  | CSL Dijon            | Debreceni Dózsa      | 41–55    | 26-28    | 15-27    |
| 9.12.   | 10.12.  | KF Víkingur          | IK Heim              | 38–45    | 19-22    | 19-23    |
|         | 10.12.  | Fiat København       | Grün-Weiß Dankerzen  | 30–50    | 19-29    | 11-21    |
| ?       | 9.12.   | Blauw-Wit Beek       | BSV Bern             | 39–41    | 19-20    | 20-21    |
| 5.12.   | 10.12.  | RK Borac Banja Luka  | Trakia Plovdiv       | 56–52    | 37-26    | 19-26    |
|         | 17.12.  | Slavia Praha         | FC Porto             | 63–47    | 35-24    | 28-23    |
| 2.12.   | 19.12.  | Fjellhammer IL       | VfL Gummersbach      | 32–45    | 15-20    | 17-25    |

### Kvartfinaler
| Dato    | Dato    | Hjemmehold i 1. kamp | Hjemmehold i 2. kamp | Resultat | Resultat | Resultat |
| 1. kamp | 2. kamp | Hjemmehold i 1. kamp | Hjemmehold i 2. kamp | Samlet   | 1. kamp  | 2. kamp  |
| ------- | ------- | -------------------- | -------------------- | -------- | -------- | -------- |
| 24.1.   | ?       | Debreceni Dózsa      | CB Calpisa Alicante  | 43–54    | 24-22    | 19-32    |
| 26.1.   | ?       | IK Heim              | Grün-Weiß Dankerzen  | 42–41    | 23-18    | 19-23    |
| 10.1.   | 29.1.   | RK Borac Banja Luka  | BSV Bern             | 49–42    | 29-21    | 20-21    |
| 26.1.   | 29.1.   | Slavia Praha         | VfL Gummersbach      | 34–41    | 18-20    | 16-21    |

### Semifinaler
| Dato    | Dato    | Hjemmehold i 1. kamp | Hjemmehold i 2. kamp | Resultat | Resultat | Resultat |
| 1. kamp | 2. kamp | Hjemmehold i 1. kamp | Hjemmehold i 2. kamp | Samlet   | 1. kamp  | 2. kamp  |
| ------- | ------- | -------------------- | -------------------- | -------- | -------- | -------- |
| 2.3.    | 9.3.    | CB Calpisa Alicante  | IK Heim              | 68–50    | 40-25    | 28-25    |
| ?       | ?       | RK Borac Banja Luka  | VfL Gummersbach      | 36–39    | 20-18    | 16-21    |

### Finale
| Dato    | Dato    | Hjemmehold i 1. kamp | Hjemmehold i 2. kamp | Resultat | Resultat | Resultat |
| 1. kamp | 2. kamp | Hjemmehold i 1. kamp | Hjemmehold i 2. kamp | Samlet   | 1. kamp  | 2. kamp  |
| ------- | ------- | -------------------- | -------------------- | -------- | -------- | -------- |
| 30.3.   | 20.4.   | CB Calpisa Alicante  | VfL Gummersbach      | 36–33    | 20-15    | 16-18    |